# رئیس خزانه
رئیس خزانه اعلی‌حضرت از مقامات ارشد و یکی از مناصب کبیر حکومتی در دولت پادشاهی متحد است. این مقام در حقیقت، ریاست خزانه علیاحضرت را بر عهده دارد. این منصب جایگاهی در سطح کابینه بریتانیا است.
رئیس خزانه اعلیحضرت در واقع، مسئولیت تمامی امور مالی و اقتصادی دولت پادشاهی متحد را بر عهده دارد. این مقام، تقریباً مشابه با وزیر خزانه‌داری یا وزیر دارایی سایر کشورهاست. در سال‌های اخیر، این منصب پس از مقام نخست‌وزیری در بریتانیا، قدرتمندترین منصب در بریتانیا به شمار می‌رود.